# Organell

Schematisk bild av en typisk djurcell som visar subcellulära komponenter. Organeller: (1) nukleol, (2) cellkärna, (3) ribosom, (4) vesikel, (5) grovt endoplasmatiskt retikulum (ER), (6) golgiapparaten, (7) cytoskelett, (8) slätt ER, (9) mitokondrie, (10) vakuol, (11) cytoplasma, (12) lysosom, (13) centriol och (14) cellmembran.

Organell, även cellorganell, är cellens motsvarighet till organ. Organellerna är belägna innanför cellmembranet i cytosolen. Cellens cytosol inklusive dess organeller brukar benämnas cellplasman. 
En eukaryot djurcell innehåller vanligtvis följande organeller:
- Cellkärna som innehåller arvsanlagen i form av DNA som innehåller en nukleol där rRNA syntetiseras vilka bildar ribosomerna.
- Mitokondrier som är kroppens kraftverk där kroppens energivaluta adenosintrifosfat (ATP) syntetiseras.
- Ribosomer brukar allmänt ses som organeller men är inte det, utan ett komplex av rRNA och protein som sköter translationen av mRNA till proteiner.
- Endoplasmatiskt retikulum (ER) är ett nätverk där ribosomerna fäster då proteinerna skall transporteras ut ur cellen genom exocytos.
- Golgiapparat ompaketerar proteiner som skall exocyteras eller brytas ner i lysosomerna i vesiklar som märks genom glykosylering.
- Lysosom bryter ned transportvesiklar från golgiapparaten och endocyterade vesiklar utifrån.
- Peroxisom står för cellernas förmåga att göra sig av med skadliga ämnen, det vill säga avgiftning.
- Cytoskelett eller cellskelett ger stadga åt cellen och fungerar som järnvägsräls för transport av olika ämnen fram och tillbaka i cellen.
- Centrioler är verksamma under celldelningen då den bildar en kärnspole som drar kromosomerna åt var sin sida i cellen.

Växtceller innehåller även:
- Stora vätskefyllda vakuoler som ger växterna sin spänst. Vakuolen har även en funktion som lagringsutrymme åt växten samt nedbrytningsplats.
- Kloroplaster sköter fotosyntesen genom att de innehåller klorofyll eller något annat växtpigment till exempel xantofyll.

Olika celler kan uppvisa en stor variation när det gäller antalet olika organellerna beroende på funktion; en muskelcell innehåller till exempel flera cellkärnor och en mängd mitokondrier för att kunna producera energi till muskelarbetet.

### Webbkällor
- ”Organeller”. Svensk MeSH. Karolinska Institutet. https://mesh.kib.ki.se/term/D015388/organelles. Läst 3 oktober 2020.